# Diócesis de Clogher
La diócesis de Clogher (en latín: Dioecesis Clogheriensis, en inglés: Roman Catholic Diocese of Clogher y en irlandés: Deoise Chlochair) es una circunscripción eclesiástica de la Iglesia católica en República de Irlanda y en el Reino Unido. Se trata de una diócesis latina, sufragánea de la arquidiócesis de Armagh. Desde el 8 de diciembre de 2018 su obispo es Lawrence Duffy.

## Territorio y organización

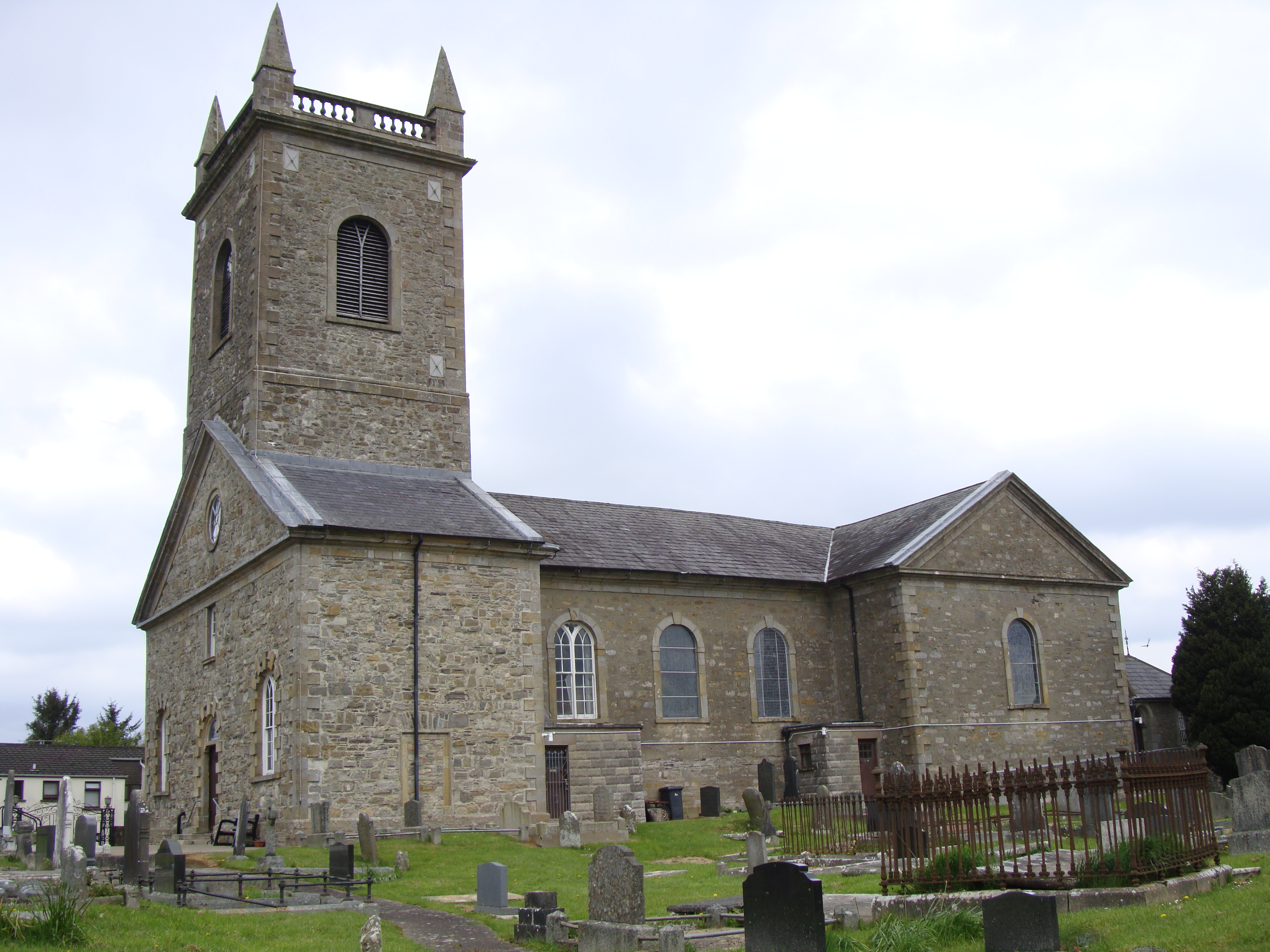
Catedral de San Macartan, en Clogher, desde 1610 en poder de la Iglesia de Irlanda

La diócesis tiene 3456 km² y extiende su jurisdicción sobre los fieles católicos de rito latino residentes en un territorio que se encuentra entre dos países: comprende el condado de Monaghan en la República de Irlanda y gran parte del condado de Fermanagh y partes menores de los condados de Tyrone y de Donegal en Irlanda del Norte (Reino Unido).
La sede de la diócesis se encuentra en la ciudad de Monaghan, en donde se halla la Catedral de San Macartan, construida entre 1861 y 1893. La catedral original de San Macartan, en Clogher, fue ocupada por los anglicanos en 1610 y se halla en poder de la Iglesia de Irlanda como catedral de la diócesis anglicana de Clogher.
En 2023 en la diócesis existían 37 parroquias.

## Historia
Clogher fue una de las primeras sedes moonásticas fundadas por san Patricio, quien nombró a Mac Cairthind (Macartan) como el primer abad obispo allí en 454. Sin embargo, la presencia de obispos en los siglos VI al XI se confunden con la de los abades del monasterio de Clogher.
En un período no especificado, que se cree que fue alrededor del siglo XI, la abadía nullius de Louth fue suprimida y unida a la diócesis de Clogher.
En cualquier caso, la diócesis de Clogher fue erigida o confirmada en el Sínodo de Ráth Breasail de 1111.
En 1132 o 1140 el obispo Edan O'Kelly transfirió la sede desde Clogher a Louth, el territorio se amplió a expensas de la arquidiócesis de Armagh y figura en el Sínodo de Kells en 1152 como diócesis de Louth sufragánea de Armagh. Tras la consolidación del poder normando en Irlanda y la muerte del obispo Christian O'Macturan la sede regresó a Clogher circa 1192 y continuó como diócesis de Clogher.
En 1214 el rey Enrique III, para mejorar los ingresos de las respectivas diócesis, ordenó la unión de Clogher a la arquidiócesis de Armagh, pero esta disposición no tuvo efecto.
El 1 de octubre de 1542 el obispo O'Carolan renunció a su nombramiento papal y fue nombrado nuevamente obispo de Clogher por el rey Enrique VIII de Inglaterra, iniciando la sucesión cismática que dio lugar a la diócesis anglicana de Clogher en la Iglesia de Irlanda. Falleció en 1569. La sucesión católica en la diócesis difinitivamente dividida se restauró con el nombramiento de Raymund MacMahon el 27 de agosto de 1546.
En los siglos XVI y XVII los católicos fueron duramente perseguidos y la diócesis, a menudo vacante, vio prácticamente desmantelada la red de sus parroquias. El ministerio pastoral se encomendó principalmente a franciscanos y dominicos, que recorrieron el campo, donde los campesinos irlandeses, en su mayoría despojados de sus tierras por protestantes adinerados, permanecieron fieles al catolicismo. En este período muchos sacerdotes fueron objeto de la justicia: quedan romances y leyendas populares que hablan de sacerdotes condenados a muerte. A menudo, en este período, la sede permaneció vacante y administrada por vicarios apostólicos.
En 1587 se celebró un sínodo en Clogher para promulgar los decretos del Concilio de Trento.
La diócesis de Clogher también contó con la presencia de san Oliver Plunkett, arzobispo de Armagh, quien a menudo cruzaba las fronteras de su arquidiócesis para administrar la Confirmación y el Orden Sagrado. Plunkett mismo presidió un sínodo en Clones en 1670, en el territorio de la diócesis de Clogher.
Entre los obispos más conocidos de Clogher estaba Hugh O'Cervellan, quien comandó el ejército confederado católico contra los ingleses. Derrotado en la Batalla de Scarrifhollis, cerca de Letterkenny, fue decapitado en 1650.
La antigua catedral de San Macartan en Clogher había sido ocupada por protestantes desde la época de la Reforma anglicana. A mediados del siglo XIX el obispo MacNally decidió trasladar la sede episcopal a Monaghan, una ciudad a 32 km al sureste del pueblo de Clogher, y construir una nueva catedral dedicada a san Macartan, que fue consagrada en agosto de 1892.

## Estadísticas
Según el Anuario Pontificio 2024 la diócesis tenía a fines de 2023 un total de 86 700 fieles bautizados.
| Año                                                                             | Población            | Población | Población      | Sacerdotes | Sacerdotes    | Sacerdotes    | Bautizados por sacerdote | Diáconos permanentes | Religiosos | Religiosos | Parroquias |
| Año                                                                             | Bautizados católicos | Total     | % de católicos | Total      | Clero secular | Clero regular | Bautizados por sacerdote | Diáconos permanentes | Varones    | Mujeres    | Parroquias |
| ------------------------------------------------------------------------------- | -------------------- | --------- | -------------- | ---------- | ------------- | ------------- | ------------------------ | -------------------- | ---------- | ---------- | ---------- |
| 1950                                                                            | 83 569               | 117 250   | 71.3           | 152        | 136           | 16            | 549                      |                      | 40         | 276        | 40         |
| 1970                                                                            | 74 437               | 104 605   | 71.2           | 147        | 121           | 26            | 506                      |                      | 51         | 268        | 40         |
| 1980                                                                            | 81 000               | 108 800   | 74.4           | 137        | 116           | 21            | 591                      |                      | 36         | 234        | 40         |
| 1990                                                                            | 86 500               | 114 900   | 75.3           | 126        | 109           | 17            | 686                      |                      | 25         | 189        | 37         |
| 1999                                                                            | 86 022               | 113 201   | 76.0           | 100        | 89            | 11            | 860                      |                      | 15         | 164        | 37         |
| 2000                                                                            | 85 022               | 113 201   | 75.1           | 98         | 92            | 6             | 867                      |                      | 10         | 159        | 37         |
| 2002                                                                            | 86 047               | 113 239   | 76.0           | 94         | 88            | 6             | 915                      |                      | 10         | 148        | 37         |
| 2006                                                                            | 86 483               | 113 401   | 76.3           | 82         | 79            | 3             | 1054                     |                      | 6          | 139        | 37         |
| 2013                                                                            | 88 203               | 114 300   | 77.2           | 82         | 77            | 5             | 1075                     |                      | 6          | 130        | 37         |
| 2016                                                                            | 88 400               | 113 700   | 77.7           | 80         | 74            | 6             | 1105                     |                      | 6          | 120        | 37         |
| 2019                                                                            | 84 400               | 111 650   | 75.6           | 75         | 66            | 9             | 1125                     |                      | 10         | 108        | 37         |
| 2021                                                                            | 85 500               | 113 180   | 75.5           | 73         | 64            | 9             | 1171                     | 1                    | 10         | 104        | 37         |
| 2023                                                                            | 86 700               | 115 000   | 75.4           | 72         | 62            | 10            | 1204                     | 2                    | 11         | 78         | 37         |
| Fuente: Catholic-Hierarchy, que a su vez toma los datos del Anuario Pontificio. |                      |           |                |            |               |               |                          |                      |            |            |            |

## Episcopologio

### Abades mitrados de Clogher
- San Macartan † (454?-24 de marzo de 506 falleció)
- San Tigernach † (?-5 de abril de 549 falleció)
- San Sinell † (550-?)
- Liberio †
- San Fedlimid †
- Deodiagha MacCarwail †
- Armetus †
- Hermetius †
- San Ultan †
- Settine †
- Earch †
- Eirglean †
- Cedach †
- Crimir-Rodan †
- San Laserian †
- Attigern †
- San Enda † (?-12 de septiembre de 571 falleció)
- Faeldobar † (?-29 de junio de 731 falleció)
- Ailild † (?-867 o 897 falleció)
- Kinfail † (?-929 falleció)
- Conaing O'Domnellan † (?-959 falleció)
- Cenaid Tumultuach †
- Cellach †
- Murigach †
- O'Do †
- O'Buigil †
- Muiredach †
- MacMelisa †

### Obispos de Clogher
- O'Cullen † (?-1126 falleció)
- Christian O'Morgair † (1126-12 de junio de 1138 falleció)
- Edan O'Kelly (Áed Ua Cáellaide) † (1139-1140 transfirió la sede a Louth)

### Obispos de Louth
- Edan O'Kelly (Áed Ua Cáellaide) † (1140-mayo de 1178 renunció)
- Maelisu O'Carroll (Mael Ísu Ua Cerbaill) † (1178-1184 nombrado arzobispo de Armagh)
- Christian O'Macturan (Gilla Críst Ua Mucaráin) † (1184-1191 falleció)

### Obispos de Clogher
- Maelisa MacMaelkieran † (1191-1195 falleció)
- Tigernach MacGilla Ronan, O.S.A. † (1195-1218 falleció)
- Donatus O'Fidabra † (1218-1227 nombrado arzobispo de Armagh)
- Nehemias O'Brogan † (septiembre de 1227-circa 1240 falleció)
- David O'Brogan, O.Cist. † (1240-1267 falleció)
- Michael MacInsair † (1268-1287 renunció)
- Matthew O'Cohesy † (1287-circa 1310 falleció)
- Henry † (circa 1310-circa 1316 falleció)
- Gelasius O'Banan † (1316-1319 falleció)
- Nicholas O'Cohesy † (19 de febrero de 1320-1356 falleció)
- Brian MacCamoeil † (1356-1358 falleció)
- Matthew McCatasaid † (1361-?)
- Odo O'Neil † (?-27 de julio de 1370 falleció)
- John O'Corcoran, O.S.B. † (6 de abril de 1373-circa 1389 falleció)
- Arthur MacCamoeil † (1389-10 de agosto de 1432 falleció)
- Peter MacGuire † (31 de agosto de 1433-1447 renunció)
- Roger MacGuire † (21 de julio de 1447-1483 falleció)
  - Florence Woolley, O.S.B. † (20 de noviembre de 1475-?)[nota 1]
- John Edmund de Courcy, O.F.M. † (14 de junio de 1484-26 de septiembre de 1494 nombrado obispo de Ross)
- Nehemias Ó Cluainín, O.E.S.A. † (24 de enero de 1502-1503 renunció)
- Patrick O'Cannally † (6 de marzo de 1504-1504 falleció)
- Eugene MacChamaell † (4 de abril de 1505-1515 falleció)
- Patrick O'Culwin, O.E.S.A. † (11 de febrero de 1517-26 de marzo de 1534 falleció)
- Hugh O'Carolan (O'Cervallan) † (6 de agosto de 1535-1 de octubre de 1542 pasó a ser obispo cismático anglicano al ser nombrado por el rey Enrique VIII obispo de Clogher)
- Raymund MacMahon † (27 de agosto de 1546-circa 1560 falleció)
- Cornelius MacArdel † (29 de mayo de 1560-1568 falleció)
  - Sede vacante (1568-1609)
- Eugene Matthews † (31 de agosto de 1609-2 de mayo de 1611 nombrado arzobispo de Dublín)
  - Sede vacante (1611-1643)
- Heber McMahon † (27 de junio de 1643-17 de julio de 1650 falleció)
  - Sede vacante (1650-1671)
- Patrick Duffy, O.F.M.Ref. † (13 de julio de 1671-1 de agosto de 1675 falleció)
- Patrick Tyrrell, O.F.M.Ref. † (13 de mayo de 1676-24 de enero de 1689 nombrado obispo de Meath)
  - Sede vacante (1689-1707)
- Hugh McMahon † (31 de marzo de 1707-5 de julio de 1715 nombrado arzobispo de Armagh)
  - Sede vacante (1715-1727)
- Bernard (Brian Roe) McMahon † (7 de abril de 1727-8 de noviembre de 1737 nombrado arzobispo de Armagh)
- Ross McMahon † (8 de noviembre de 1738-3 de agosto de 1747 nombrado arzobispo de Armagh)
- Daniel O'Reilly † (11 de septiembre de 1747-28 de marzo de 1778 falleció)
- Hugh O'Reilly † (28 de marzo de 1778 por sucesión-3 de septiembre de 1801 falleció)
- James Murphy † (3 de noviembre de 1801 por sucesión-19 de noviembre de 1824 falleció)
- Edward Kernan † (19 de noviembre de 1824 por sucesión-20 de febrero de 1844 falleció)
- Charles McNally † (20 de febrero de 1844 por sucesión-21 de noviembre de 1864 falleció)
- James Donnelly † (10 de enero de 1965-29 de diciembre de 1893 falleció)
- Richard Owens † (6 de julio de 1894-3 de marzo de 1909 falleció)
- Patrick McKenna † (1 de junio de 1909-7 de febrero de 1942 falleció)
- Eugene O'Callaghan † (30 de enero de 1943-28 de noviembre de 1969 retirado)
- Patrick Mulligan † (28 de noviembre de 1969-7 de julio de 1979 renunció)
- Joseph Duffy (7 de julio de 1979-6 de mayo de 2010 retirado)
- Liam Seán MacDaid † (6 de mayo de 2010-1 de octubre de 2016 renunció)
  - Sede vacante (2016-2018)
- Lawrence Duffy, desde el 8 de diciembre de 2018